# ГЕС Барцена
ГЕС Барцена (ісп. la central de Bárcena) – гідроелектростанція на північному заході Іспанії. Знаходячись між ГЕС Санта-Марина (вище по течії) та ГЕС Корнател, входить  до складу каскаду на річці  Сіль (ліва притока найбільшої річки Галісії Мінью).
Ресурс для роботи станції накопичується гравітаційною греблею висотою 109 метрів та довжиною 166 метрів, на спорудження якої пішло 330 тис. м3 матеріалу. Вона утримує водосховище площею поверхні 9,5 км2 та об'ємом від 17 до 341 млн м3 (в залежності від рівня поверхні).
Основною функцією греблі, спорудженої у 1950-1956 роках, було постачання води для зрошення та потреб промисловості за допомогою каналів Alto del Bierzo та Корнател (останній бере початок не з самого сховища Барцена, а із нижнього балансуючого резервуару Fuente del Azufre). За три роки після завершення греблі її доповнили електростанцією, обладнаною двома турбінами типу Френсіс потужністю по 28,8 МВт.
Зв’язок з енергосистемою відбувається по ЛЕП, що працює під напругою 132 кВ.